# Mantak Chia
Mantak Chia, né en 1944 à Bangkok en Thaïlande,  de parents chinois, est un maître spirituel taoïste qui a été initié au taoïsme dès son plus jeune âge par plusieurs grands Maîtres de Qi Gong.

## Biographie
Auteur de nombreux documents décrivant la théorie et les méthodes du Tao,  Mantak Chia a enseigné le Tao à des milliers d’élèves et il a formé des centaines de maîtres et d’instructeurs. 
Il a été marié avec Maneewan Chia qui dirige le "Healing Tao Center", à New York, U,S.A. Il est le coauteur d'un certain nombre de livres avec son ex-femme. Il a organisé, avec Maneewan Chia, un réseau de plus de 200 professeurs de "Tao guérisseur" à travers le monde.
Il dirige depuis 1993 le "Tao Garden", un centre international d'enseignement et de remise en forme localisé à environ 20 km de Chiang Mai en Thaïlande, et possédant une équipe médicale et paramédicale pluridisciplinaire.

## Livres
- La sagesse émotionnelle, Mantak Chia, Dena Saxer, Éditions Trédaniel
- Le Chi Kung de l'élixir, Mantak Chia,  Éditions Trédaniel
- Guérison par les énergies cosmiques, Mantak Chia, Dirk Oellibrandt
- Guérison par le chi kung taoïste, Mantak Chia,  Éditions Trédaniel
- Tao Yin, Mantak Chia,  Éditions Trédaniel
- Dynamique interne du Taï Chi, Mantak Chia, Juan Li,  Éditions Trédaniel
- Éveillez l'énergie curative du Tao, Maneewan Chia, Mantak Chia, Éditions Trédaniel
- Nei Kung de la moelle des os, Maneewan Chia, Mantak Chia, Éditions Trédaniel
- Énergie vitale et Autoguérison, Mantak Chia, Editions J'ai Lu